# Campo da Feiteira
O Campo da Feiteira foi um campo de futebol localizado em Lisboa. O campo foi inaugurado em 1907 e era propriedade do Sport Benfica, atual Sport Lisboa e Benfica.
Tinha capacidade para 8 mil espetadores, e o campo media 120 metros por 79.